# قائمة رؤساء وزراء الكويت
رئيس مجلس الوزراء في دولة الكويت هو رئيس حكومة الكويت وهو رابع أكبر مسؤول في البلاد بعد أمير الكويت وولي العهد ورئيس مجلس الأمة، رئيس مجلس الوزراء حالياً هو الشيخ أحمد عبدالله الأحمد الصباح منذ 15 أبريل 2024.
وفقاً للمادة 56 من دستور الكويت يعين أمير الكويت رئيس مجلس الوزراء بعد المشاورات التقليدية ويعفيه من منصبه. ووفقاً للمادة 103 من دستور الكويت فأنه في حال تخلى رئيس مجلس الوزراء عن منصبه لأي سبب من الأسباب فأنه يستمر في تصريف العاجل من شؤون منصبه لحين تعين خلفه.
ويعتبر رئيس مجلس الوزراء عضواً في مجلس الأمة بحكم منصبه.
في 17 يناير 1962، عَيّن أمير دولة الكويت آنذاك الشيخ عبدالله السالم الصباح نفسه أول رئيس وزراء لدولة الكويت، بعد انتخاب المجلس التأسيسي لصياغة الدستور. 

## قائمة رؤساء الوزراء

### قائمة رؤساء وزراء الكويت منذ 17 يناير 1962 حتى الآن
| #  | الاسم (الميلاد-الوفاة)                        | الصورة | فترة تولي المنصب | فترة تولي المنصب  |
| -- | --------------------------------------------- | ------ | ---------------- | ----------------- |
| 1  | الشيخ عبدالله السالم الصباح (1895–1965)       |        | 17 يناير 1962    | 26 يناير 1963     |
| 2  | الشيخ صباح السالم الصباح (1913–1977)          |        | 2 فبراير 1963    | 24 نوفمبر 1965    |
| 3  | الشيخ جابر الأحمد الصباح (1926–2006)          |        | 30 نوفمبر 1965   | 31 ديسمبر 1977    |
| 4  | الشيخ سعد العبدالله السالم الصباح (1930–2008) |        | 8 فبراير 1978    | 13 يوليو 2003 (1) |
| 5  | الشيخ صباح الأحمد الصباح (1929–2020)          |        | 13 يوليو 2003    | 29 يناير 2006     |
| 6  | الشيخ ناصر المحمد الأحمد الصباح (1940 –)      |        | 7 فبراير 2006    | 30 نوفمبر 2011    |
| 7  | الشيخ جابر مبارك الحمد الصباح (1942–2024)     |        | 30 نوفمبر 2011   | 19 نوفمبر 2019    |
| 8  | الشيخ صباح خالد الحمد الصباح (1953 –)         |        | 19 نوفمبر 2019   | 24 يوليو 2022     |
| 9  | الشيخ أحمد نواف الأحمد الصباح (1956 –)        |        | 24 يوليو 2022    | 4 يناير 2024      |
| 10 | الشيخ محمد صباح السالم الصباح (1955 –)        |        | 4 يناير 2024     | 15 أبريل 2024     |
| 11 | الشيخ أحمد عبدالله الأحمد الصباح (1952 –)     |        | 15 أبريل 2024    | حتى الآن          |